# Svatá města islámu
Svatá města islámu jsou města v arabském světě, která mají pro muslimy zvláštní význam, ten vyplývá z dějin islámu.

## Islám
- Mekka (poutní a nejsvětější místo islámu s údolím Míná a Kaabou)
- Medina (druhé nejsvětějsí místo islámu, byl zde pohřben islámský prorok Muhammad)
- Jeruzalém (třetí nejsvětější místo islámu, nachází se zde skalní dóm)

### Šíité
Pro šíity jsou posvátná kromě již uvedených tří i následující města:
- Nadžáf (místo hrobky imáma Alího, zakladatele šíitské větve islámu)
- Karbalá (místo hrobky imáma Husajna bin Alího)
- Mašchad (místo hrobky imáma Alího al-Ridy)
- Qom

### Sunnité
- Fallúdža